# Aedes mzooi
Aedes mzooi är en tvåvingeart som beskrevs av Someren 1962. Aedes mzooi ingår i släktet Aedes och familjen stickmyggor. Inga underarter finns listade i Catalogue of Life.